# Urgleptes bruchi
Urgleptes bruchi là một loài bọ cánh cứng trong họ Cerambycidae.